# Bobby Evans (Fußballspieler, 1927)
Robert „Bobby“ Evans (* 16. Juli 1927 in Glasgow; † 1. September 2001 in Airdrie) war ein schottischer Fußballspieler und -trainer.

## Laufbahn
Evans schloss sich 1944 als Nachwuchsspieler Celtic Glasgow an. Anfangs Stürmer wurde er unter Trainer Jimmy McGrory zum Halb umfunktioniert. Auf dieser Position blühte er auf und wurde zum unumstrittenen Stammspieler. Bis 1960 bestritt er über 400 Pflichtspiele für den Klub und wurde zum Nationalspieler. Zwischen 1948 und 1960 bestritt er 48 Länderspiele – zeitweise als Mannschaftskapitän – für die schottische Nationalmannschaft, für die er an den Weltmeisterschaften 1954 und 1958 teilnahm. 
Ab 1960 versuchte er sich außerhalb Schottlands und spielte zunächst eine Spielzeit beim FC Chelsea, ehe er für eine Saison als Spielertrainer zum AFC Newport County stieß. Anschließend kehrte er als Spieler zum Greenock Morton nach Schottland zurück. 1963 wechselte er zu Third Lanark, wo er in seinem zweiten Jahr ebenfalls als Spieltrainer tätig war. Zwischen 1965 und 1968 beendete er seine Karriere bei den Raith Rovers.

## Erfolge
- Coronation Cup: 1953
- Aufnahme in die Scottish Football Hall of Fame